# Coras crescentis
Coras crescentis är en spindelart som beskrevs av Muma 1944. Coras crescentis ingår i släktet Coras och familjen mörkerspindlar. Inga underarter finns listade i Catalogue of Life.